# Gregor Huber
Gregor Huber est un violoniste allemand.

## Biographie
Gregor Huber a suivi des cours de violon et de piano à Frankenthal (Allemagne). Pendant ses études de physique, il a été maître de concert de l'Orchestre académique de Fribourg. Il a obtenu son doctorat à l'université de Mayence et a depuis travaillé comme physicien. Par ailleurs, il est également membre de divers orchestres de chambre et ensembles de musique de chambre.
Il fait notamment partie de l'Ensemble Mel Bonis à partir de 1998.

## Sources
- Étienne Jardin, Mel Bonis (1858-1937) : parcours d'une compositrice de la Belle Époque, 2020 (ISBN 978-2-330-13313-9 et 2-330-13313-8, OCLC 1153996478, lire en ligne)